# Стариков, Евгений Николаевич
Евгений Николаевич Стариков (22 июля 1924, Кировская область, РСФСР, СССР — 21 сентября 2014, Санкт-Петербург, Россия) — советский хоккеист, участник Великой Отечественной войны.

## Биография
Родился 22 июля 1924 года в Кировской области. С конца 1930-х годов играл в хоккей с мячом в дворовой команде. В 1941 году был мобилизован в армию в связи с началом ВОВ и прошёл всю войну. После демобилизации был приглашён в ХК «Динамо (Ленинград)». Финалист Кубка СССР по хоккею с мячом 1947 года.
С 1947 года также выступал за динамовский коллектив в хоккее с шайбой, играл до 1953 года. Принимал участие в первых чемпионатах СССР. Забил около 40 шайб в матчах высшей лиги. Являлся одним из сильнейших игроков СССР во времена становления хоккея в стране. Был быстрым и высокотехничным хоккеистом. После завершения спортивной карьеры в командах мастеров играл за коллективы физкультуры Ленинграда.
В 1948 году выступал в составе «сборной Москвы» (под этим названием неофициально выступала сборная СССР) в матчах против чехословацкой команды ЛТЦ. Забросил первую шайбу советских хоккеистов в международных матчах.
Скончался 21 сентября 2014 года в Санкт-Петербурге в возрасте 90 лет.